# 行星平衡溫度
行星平衡溫度（英語：Planetary equilibrium temperature）是一個理論上的行星表面溫度。該理論簡單地將行星當成黑體，並且行星的外在熱源只有母恆星。在這個模型中並不考慮行星是否存在大氣層，因此溫室效應並不列入考慮。所以，依照這個模型計算的溫度值是一個理論上的黑體溫度，也就是行星的表面是理想化的。
其他研究人員以不同的名稱描述這項概念，例如行星的「平衡黑體溫度」，或「有效輻射發射溫度」。相似的概念則包含了全球平均溫度、全球輻射平衡、全球平均表面大氣溫度，前述概念都考慮到全球变暖的相關效應。

## 理論模型
本理論考慮行星和恆星均為球體，並且都是完美的黑體。行星表面依照其組成等特性而有一定的反照率，並且只吸收部分輻射。根據斯特藩－玻尔兹曼定律，恆星是向各方向發散等量輻射的均向輻射體，並且輻射傳遞距離與行星軌道的半長軸相等。行星表面吸收並未被反射的輻射並被加熱。因為行星也是遵循斯特藩－玻尔兹曼定律的黑體，所以會釋放輻射並損失能量。當恆星傳遞到行星的能量和行星輻射釋放的能量相等時就會呈熱平衡狀態。行星表面熱平衡狀態下的溫度即為行星平衡溫度，可由以下計算式算出：
{\displaystyle {T}_{eq}={T}_{\bigodot }{\left(1-a\right)}^{1/4}{\sqrt {\frac {{R}_{\bigodot }}{2D}}}}
行星平衡溫度並非行星表面實際溫度的上限或下限，因為溫室效應，有大氣層的行星其表面溫度會高於平衡溫度。例如金星表面的平衡溫度是260 K，實際上卻是740 K。月球的黑體溫度是271 K，但月球晝半球溫度373 K，夜半球則是100 K，這是因為和月球體積相比較之下，月球的自轉速度相對較慢，造成月球整體表面加熱不均而產生溫差。公轉的物體也可因為潮汐加熱使其溫度上升。地熱能則是因為行星核心內放射性衰變或吸積加熱而形成。

### 行星平衡溫度公式推導
{\displaystyle {P}_{in}={P}_{out}} 行星吸收自恆星的能量和行星自身輻射散發能量的功率相等。
{\displaystyle {P}_{in}={L}_{\bigodot }\left(1-a\right)\left({\frac {\pi {{R}_{p}}^{2}}{4\pi {D}^{2}}}\right)} 行星吸收能量功率等於恆星的光度（即恆星釋放能量功率）乘以行星吸收能量比例（1減去反照率）和恆星照射到行星的表面積，再除以恆星和行星距離為半徑的球體表面積（即恆星輻射分布區域）。
{\displaystyle P=\sigma A{T}^{4}} 根據斯特藩－玻尔兹曼定律，任何輸入黑體的功率都會以熱的形式輻射。在此 P 代表輸入功率、σ 是斯特藩-玻爾茲曼常數、A 是黑體表面積，而 T 則是平衡溫度。
{\displaystyle {L}_{\bigodot }=\left(\sigma {{T}_{\bigodot }}^{4}\right)\left(4\pi {{R}_{\bigodot }}^{2}\right)} 恆星光度等於斯特藩-玻爾茲曼常數乘以恆星表面積和恆星表面溫度的四次方。
{\displaystyle {P}_{out}=\left(\sigma {{T}_{eq}}^{4}\right)\left(4\pi {{R}_{p}}^{2}\right)} 行星發散的輻射功率。
經過整理後可得到公式： {\displaystyle {T}_{eq}={T}_{\bigodot }{\left(1-a\right)}^{1/4}{\sqrt {\frac {{R}_{\bigodot }}{2D}}}}
值得注意的是，行星平衡溫度與行星的體積無關，因為進入和散發輻射量取決於行星的表面積。

## 在太陽系外行星上的應用
對太陽系外行星而言，母恆星的溫度可以藉由普朗克黑体辐射定律和恆星的表面顏色算出。計算出溫度後可利用赫羅圖決定恆星的絕對星等，之後再和其他觀測資料一起推算出恆星與地球的距離和體積。天文學家以觀測資料對行星軌道進行模擬以取得包含和母恆星距離等軌道根數。最後天文學家使用假設的反照率推測系外行星表面的平衡溫度。

## 外部連結
- 科羅拉多大學博爾德分校的大氣太空物理實驗室介紹行星平衡溫度 （页面存档备份，存于）